# مثرینگهم
مثرینگهم (به انگلیسی: Metheringham) یک روستا و محله مدنی در بریتانیا است که در نورث کستیون واقع شده‌است. مثرینگهم ۳٬۶۰۵ نفر جمعیت دارد.